# Бенсон, Коэч
Бенсон Коэч — кенийский легкоатлет, который специализировался в беге на 800 метров. Чемпион мира среди юниоров 1992 года. Победитель финала гран-при IAAF в 1995 году.
Выступал на чемпионате мира 1997 года, но не смог выйти в финал.
Победитель соревнований Rieti Meeting 1994 года с лучшим результатом сезона в мире — 1.43,17.